# 长根假冷蕨
长根假冷蕨（学名：Athyrium repens）为蹄盖蕨科蹄盖蕨属下的一个种。